# Ofena
Ofena ist eine Gemeinde (comune) in der Region Abruzzen und der Provinz L’Aquila in Italien und zählt (Stand 31. Dezember 2023) 434 Einwohner. Die Gemeinde liegt etwa 29,5 Kilometer ostsüdöstlich von L’Aquila im Nationalpark Gran Sasso und Monti della Laga, gehört zur Comunità montana Campo Imperatore-Piana di Navelli und grenzt mit einer Exklave unmittelbar an die Provinz Pescara. Ofena ist der Geburtsort des Opernsängers Paolo Silveri (1913–2001) und des Schriftstellers, Journalisten und Literaturkritikers Nicola Moscardelli (1894–1943).

## Verkehr
Durch die Gemeinde führt die frühere Strada Statale 602 di Forca di Penne (heute eine Provinzstraße) von Capestrano nach Spoltore.